# コピアポ県
コピアポ県（スペイン語: Provincia de Copiapó）は、チリ北部のアタカマ州 (第III州) にある3つの県のうちの1つである。県都はコピアポ市。

## 地理と人口動態
以下は、国立統計研究所（INE）の2002年国勢調査による。
- 面積：32,538.5 km2 (12,563 sq mi) - 国内10位
- 人口：155,713人
  - 男性：79,436人
  - 女性：76,277人
  - 増加率：24.9%（31,021人） - 1992年〜2002年
- 人口密度：4.8人/k㎡（12人/平方マイル）

## 行政
県であるコピアポは、第2級行政区画であり、3つのコムーナ（スペイン語：comunas）から構成される。県知事は大統領が任命する。Nicolás Noman Garridoは、大統領のセバスティアン・ピニェラに任命された。

### コムーナ
1. コピアポ
2. カルデラ
3. ティエラ・アマリージャ